# Verdadera Iglesia ortodoxa rusa
La Iglesia rusa ortodoxa en verdad o la Verdadera Iglesia ortodoxa rusa (Русская истинно-православная церковь, Rússkaya istínno pravoslávnaya tsérkov) es una organización religiosa secesionada de la Iglesia ortodoxa rusa fuera de Rusia después de la activización de contactos con la Iglesia ortodoxa rusa. No está reconocida por ninguna Iglesia ortodoxa canónica. 

## Implantación
Se trata de una Iglesia separada de la Iglesia ortodoxa rusa en exilio. Actualmente está liderada por el locum tenens, el Arzobispo de Omsk y Siberia, Tijon, electo el 8 de julio de 2005. Cuenta con un total de 200 parroquias en 8 diócesis: 6 en Rusia, Ucrania, Bielorrusia y Kazajistán, 1 en Europa Occidental y 1 en las Américas; tiene 1 monasterio en Francia.